# Gianluca Pegolo
Gianluca Pegolo (Bassano del Grappa, 25 de marzo de 1981) es un exfutbolista italiano. Se desempeñaba en la posición de guardameta. Inició su carrera deportiva en el Hellas Verona y debutó en la Serie A de Italia en el año 2001 con dicho equipo. También formó parte de Siena (2009-2013) y Sassuolo (2013-2024).

## Trayectoria

### Clubes

#### Hellas Verona y préstamos
Creció futbolísticamente en el Hellas Verona. Se integró al primer equipo del Verona en la temporada 1998-99, donde permaneció sus siguientes años sin participar de ningún encuentro. Durante esos años fue titular en el equipo Primavera.
En la temporada 2000-2001 es mandado a préstamo al Fiorenzuola de la Serie C2, equipo con el que disputó 34 partidos. Al año siguiente, volvió al Hellas Verona como guardamenta suplete de Fabrizio Ferron. El 25 de noviembre de 2001 debutó en la Serie A en el encuentro Torino-Hellas Verona (5-1) donde, habiendo entrado para disputar los últimos veinte minutos, sufre los cinco goles marcados por el equipo local. En el siguiente partido, se recuperó parando un penal en un encuentro que terminó en victoria 1-0 contra el Brescia. Finalizó esa temporada con dos presencias en el campeonato.
En la temporada 2002-2003, con el Hellas Verona apenas ascendido a la Serie B, Pegolo fue el guardameta titular. En su primer año como titular jugó 37 partidos y 31 en la temporada siguiente. En las temporadas 2004-05 y 2005-06 estuvo presente en 37 y 39 ocasiones respectivamente.
Después del descenso del Hellas Verona a la Serie C, en 2007 fue transferido al Genoa, que lo prestó con derecho de rescate al Mantova. Al año siguiente volvió a Liguria, pero fue cedido al Parma, recién descendido a la Serie B. Con el equipo gialloblù debutó contra el Grosseto, sustituyendo al lesionado Nicola Pavarini. También disputó el partido siguiente contra el Frosinone, que terminó 2-2.

#### Siena
Al final de la temporada, el Genoa lo volvió a ceder, esta vez al Siena, equipo con el que volvió a la Serie A después de nueve años en la categoría inferior. El 9 de enero de 2010 debutó con el Siena sustituyendo al guardameta titular lesionado, Gianluca Curci, en el partido contra el Inter en San Siro que terminó en derrota 4-3. En la misma temporada estuvo presente en otras ocasiones, pero al final el Siena retrocedió a la Serie B. Aunque él no tuvo participaciones, en la temporada siguiente el equipo toscano volvió a la máxima división. De vuelta en la Serie A, comenzó como suplente de Željko Brkić, pero a causa de una lesión del serbio, Pegolo se afianzó como guardameta titular y el Siena logró salvarse del descenso. 
En la temporada 2012-13 conservó la titularidad y fue el único jugador capaz de participar en los 38 partidos del campeonato, alcanzando 3632 minutos jugados —incluyendo los minutos de agregado—. A pesar del descenso del Siena en dicha temporada, Pegolo recibió elogios por parte de los medios y logró ser el guardamenta con mayor número de paradas.

#### Sassuolo
El 2 de septiembre de 2013, a último momento en el mercado de transferencias de verano, fue transferido al Sassuolo, equipo recién ascendido a la máxima categoría del fútbol italiano. Pegolo se volvió el portero titular del equipo y debutó con la camiseta neroverde el 25 de septiembre en el partido de Serie A contra el Napoli finalizado 1 a 1. El 11 de mayo del año siguiente logró mantener la categoría con el Sassuolo después de una victoria de 4 por 3 contra el Genoa, en la cual Pegolo se destacó por haberle parado un penal a Alberto Gilardino. En agosto de 2014, durante un entrenamiento, sufrió una fractura de tibia que lo mantuvo alejado de las canchas durante varios meses. En mayo del año siguiente fue sometido a una intervención quirúrgica para la remoción de las placas tibiales que le habían sido colocadas después de la fractura. El 21 de octubre de 2015 volvió al terreno de juego para sustituir la expulsión de Andrea Consigli en el partido entre Milan y Sassuolo finalizado 2-1.
A pesar de pasar tres temporadas como reserva de Consigli, el 22 de junio de 2017 Pegolo renovó su contrato con el Sassuolo por un año más. El 2 de marzo de 2019 ingresó al campo ante el Milan tras la expulsión de Consigli. A la semana siguiente, el 10 de marzo de 2019, jugó un destacado partido ante el Napoli, que finalizó 1-1, siendo decisivo en varias intervenciones. En el campeonato 2019-2020 ingresó en la jornada 16 ante el Milan (0-0) y a la semana siguiente en la recuperación de la séptima jornada en Brescia-Sassuolo (0-2), resultando decisivo en ambos partidos con paradas fundamentales que permitieron una valla limpia durante dos partidos consecutivos.
El 22 de diciembre de 2021 pasó a formar parte del grupo de jugadores mayores de 40 años que jugaron en la Serie A, comenzando como titular en la derrota por 3-0 de local ante el Bologna. El 10 de febrero de 2022, con casi 41 años, jugó como titular en el partido de la Coppa Italia ante la Juventus, con una destacada participación a pesar de la derrota.
Al finalizar la temporada 2022-2023, Pegolo renovó su contrato con el club neroverde hasta el 30 de junio de 2024. Tras el descenso de los neroverdi a la Serie B al final de la temporada 2023-2024, abandonó el club al vencimiento de su contrato, después de haber disputado sesenta partidos en once años.
En octubre de 2024 obtuvo la clasificación UEFA B que le permite estar inscrito como colaborador en la plantilla de la Serie A y B y ser segundo entrenador en la Serie C además de poder entrenar a todos los primeros equipos hasta la Serie D.

### Selección nacional
Pegolo contó con seis presencias en la Selección de fútbol sub-20 de Italia dirigida por Francesco Rocca, con la cual alcanzó el segundo lugar en los Juegos Mediterráneos de 2001. También vistió en tres ocasiones la camiseta de la sub-21.